# 莫慶恩
蘭斯洛特·米格爾·羅德里格斯神父（英語：Lancelote Miguel Rodrigues，1923年12月23日—2013年6月17日），中文名莫慶恩，生於馬來西亞马六甲，天主教救濟會神父，一生致力於協助難民救助。

## 生平
13歲時，至澳門聖若瑟修院讀書。1949年，晉升神父，被委任為上海葡萄牙僑民專職司鐸與聖安多尼堂助理司鐸。第二次世界大戰爆發後，因葡萄牙宣布中立，因此大批難民中國及香港湧入由葡萄牙管理的澳門。
1977年，被任命為聯合國難民署駐澳門代表。

## 外部連結
- 澳門教區莫慶恩神父安息主懷